# Континентална Европа
Континентална Европа је термин који се односи пре свега на копно Европе али у неким случајевима и на континент. У енглеском језику користи се да би се искључило Уједињено Краљевство, Република Ирска и Исланд. 

## Схватање појма у различитим литературама
Неке дефиниције Континентале Европе проширују границе континента на своје географске границе, ово укључује нације које се налазе унутар Европе до Уралских планина, реке Урал и Кавкаских планина.
Скандинавска научна литература следеће државе не сматра континенталним делом Европе: Норвешку и Шведску, затим Данску, Финску, Уједињено Краљевство, Ирску и Исланд.